# Pseudotanais guillei
Pseudotanais guillei är en kräftdjursart som beskrevs av Sueo M. Shiino 1978. Pseudotanais guillei ingår i släktet Pseudotanais och familjen Pseudotanaidae. Inga underarter finns listade i Catalogue of Life.